# 대한민국의 등대 목록
다음은 대한민국의 등대 목록이다.

## ㄱ
- 가덕도 등대
- 가사도 등대
- 간절곶 등대
- 거문도 등대

## ㄷ
- 당사도 등대
- 대진 등대
- 도동 등대
- 독도 등대

## ㅁ
- 목포구 등대
- 마라도 등대
- 말도 등대
- 묵호 등대

## ㅂ
- 백야도 등대
- 부도 등대

## ㅅ
- 산지 등대
- 서이말 등대
- 선미도 등대
- 소리도 등대
- 소매물도 등대
- 소청도 등대
- 소흑산도 등대
- 속초 등대
- 송대말 등대

## ㅇ
- 어청도 등대
- 영도 등대
- 오동도 등대
- 오륙도 등대
- 옹도 등대
- 우도 등대
- 울기 등대
- 울릉도 등대
- 임하도 등대

## ㅈ
- 주문진 등대
- 죽도 등대
- 울진 죽변등대

## ㅊ
- 추자도 등대

## ㅍ
- 팔미도 등대

## ㅎ
- 하조도 등대
- 호미곶 등대
- 홍도 등대
- 화암추 등대
- 후포 등대

## 같이 보기
- 등대